# Patrik Červenka
Patrik Červenka (* 16. října 1999, Vyškov) je český fotbalový záložník, který od roku 2006 působil v klubu FC Fastav Zlín. Od roku 2020 působí v SK Hanácká Slavia Kroměříž. Jeho otec je bývalý fotbalový hráč Bronislav Červenka.

## Hráčská kariéra
Od mládežnických celků hrál ve Zlíně. Hrál za FC Fastav Zlín U19 na pozici křídelního záložníka. V průběhu jeho kariéry byl poslán na hostování v Loukách. Mezi jeho největší přednosti patří rychlost a skvělé centry do vápna. Svůj debut v MSFL připsal dne 28. května 2016 v dresu FC Fastav Zlín ve věku 16 let a 225 dní. V roce 2020 přestoupil do týmu SK Hanácká Slavia, kde hraje dodnes. Na konci roku 2023 ho však postihlo zranění kotníku, a tak se rozhodl pro půlroční hostování v týmu ČSK Uherský Brod. 

## Úspěchy
Byl členem středoškolského futsalového týmu, který vybojoval 2. místo v celostátní soutěži. Finále SFL chlapců a dívek pro ročník 2017/2018 se uskutečnilo 5. dubna 2018 ve SH Žďár nad Sázavou.
V sezóně 2022/2023 se podílel na zisku mistrovského titulu v MSFL a postupu do druhé nejvyšší fotbalové ligy s týmem SK Hanácká Slavia Kroměříž.

## Zajímavosti
- Zúčastnil se také fotbalové školy Petra Čecha v roce 2010, kde nasbíral cenné zkušenosti. Nastoupil také proti ročníku U14 FC Barcelony.
- Je fanouškem londýnské Chelsea a jeho vzor je Eden Hazard.